# Кабрільянес
Кабрільянес (ісп. Cabrillanes) — муніципалітет в Іспанії, у складі автономної спільноти Кастилія-і-Леон, у провінції Леон. Населення — 964 особи (2010).
Муніципалітет розташований на відстані близько 350 км на північний захід від Мадрида, 60 км на північний захід від Леона.
На території муніципалітету розташовані такі населені пункти: (дані про населення за 2010 рік)
- Кабрільянес: 51 особа
- Ла-Куета: 50 осіб
- Уергас-де-Бабія: 82 особи
- Лаго-де-Бабія: 23 особи
- Мена-де-Бабія: 47 осіб
- Мерой: 24 особи
- Лас-Муріас: 28 осіб
- Пеньяльба-де-Сільєрос: 73 особи
- П'єдрафіта-де-Бабія: 227 осіб
- Кінтанілья-де-Бабія: 188 осіб
- Ла-Р'єра-де-Бабія: 36 осіб
- Сан-Фелікс-де-Арсе: 38 осіб
- Торре-де-Бабія: 31 особа
- Вега-де-В'єхос: 66 осіб

## Демографія
Динаміка населення (INE ):